# Сім Чхегьон
Сім Чхегьон — південнокорейська астрономка.

## Життєпис
Під час навчання здобула ступені бакалавра, магістра та доктора від Університету Кьонхі. 
З 2014 до 2020 року працювала науковим співробітником (постдокторантом) та професором наукових досліджень на факультеті космічних наук у коледжі прикладних наук в Університеті Кьонхі.
З 2020 року працює старшим науковим співробітником відділу космічних наук у Корейському інституті астрономії та космічних наук.

## Освіта
- У 2005 році закінчила навчання в Університеті Кьонхі як бакалавр космічних наук.
- У 2008 році здобула ступінь магістра на факультеті космічних наук у тому ж університеті.
- У 2014 році здобула ступінь доктора філософії на факультеті космічних досліджень у тому ж університеті.

## Наукові праці
- Червень 2020 року — «Астробіологія»
- Листопад 2021 року — «Елегантний всесвіт»
- Лютий 2021 року — «Астрономи не дивляться на зірки»
- Березень 2021 року ― «Момент, коли питання стає відповіддю»
- Квітень 2022 року — «Космічна опера»
- Травень 2023 року — «Працюйте добре: навички що дозволяють добре працювати та добре жити»